# 24e cérémonie des British Academy Film Awards
Pour la cérémonie des BAFTAs récompensant la télévision, voir la 18e cérémonie des British Academy Television Awards.
La 24e cérémonie des British Academy Film Awards, organisée par la British Academy of Film and Television Arts, s'est déroulée en 1971 et a récompensé les films sortis en 1970.

## Palmarès

### Meilleur film
- Butch Cassidy et le Kid (Butch Cassidy and the Sundance Kid)
  - Kes
  - M*A*S*H (MASH)
  - La Fille de Ryan (Ryan's Daughter)

### Meilleur réalisateur
- George Roy Hill pour Butch Cassidy et le Kid (Butch Cassidy and the Sundance Kid)
  - Ken Loach pour Kes
  - Robert Altman pour M*A*S*H (MASH)
  - David Lean pour La Fille de Ryan (Ryan's Daughter)

### Meilleur acteur
(ex æquo)
- Robert Redford pour le rôle de Sundance Kid dans Butch Cassidy et le Kid (Butch Cassidy and the Sundance Kid)
- Robert Redford pour le rôle de David Chappellet dans La Descente infernale (Downhill Racer)
- Robert Redford pour le rôle de Christopher Cooper dans Willie Boy (Tell Them Willie Boy Is Here)
  - Paul Newman pour le rôle de Butch Cassidy dans Butch Cassidy et le Kid (Butch Cassidy and the Sundance Kid)
  - George C. Scott pour le rôle de George Patton dans Patton
  - Elliott Gould pour le rôle du Capitaine John « Trapper John » McIntyre dans M*A*S*H (MASH)
  - Elliott Gould pour le rôle de Ted Henderson dans Bob et Carole et Ted et Alice (Bob & Carol & Ted & Alice)

### Meilleure actrice
(ex æquo)
- Katharine Ross pour le rôle d'Etta Place dans Butch Cassidy et le Kid (Butch Cassidy and the Sundance Kid)
- Katharine Ross pour le rôle de Lola Boniface dans Willie Boy (Tell Them Willie Boy Is Here)
  - Jane Fonda pour le rôle de Gloria Beatty dans On achève bien les chevaux (They Shoot Horses, Don't They?)
  - Goldie Hawn pour le rôle de Toni Simmons dans Fleur de cactus (Cactus Flower)
  - Goldie Hawn pour le rôle de Marion dans Une fille dans ma soupe (There's a Girl in My Soup)
  - Sarah Miles pour le rôle de Rosy Ryan dans La Fille de Ryan (Ryan's Daughter)

### Meilleur acteur dans un rôle secondaire
- Colin Welland pour le rôle de Mr Farthing dans Kes
  - Bernard Cribbins pour le rôle d'Albert Perks dans The Railway Children
  - John Mills pour le rôle de Michael dans La Fille de Ryan (Ryan's Daughter)
  - Gig Young pour le rôle de Rocky dans On achève bien les chevaux (They Shoot Horses, Don't They?)

### Meilleure actrice dans un rôle secondaire
- Susannah York pour le rôle d'Alice LeBlanc dans On achève bien les chevaux (They Shoot Horses, Don’t They?)
  - Maureen Stapleton pour le rôle d'Inez Guerrero dans Airport
  - Evin Crowley pour le rôle de Maureen dans La Fille de Ryan (Ryan's Daughter)
  - Estelle Parsons pour le rôle d'Althea Gerber dans Watermelon Man

### Meilleur scénario
- Butch Cassidy et le Kid (Butch Cassidy and the Sundance Kid) – William Goldman
  - Bob et Carole et Ted et Alice (Bob & Carol & Ted & Alice) – Paul Mazursky et Larry Tucker
  - Kes – Barry Hines, Ken Loach et Tony Garnett (en)
  - On achève bien les chevaux (They Shoot Horses, Don't They?) – James Poe  et Robert E. Thompson

### Meilleure direction artistique
- Waterloo (Ватерлоо) – Mario Garbuglia
  - Anne des mille jours (Anne of the Thousand Days) – Maurice Carter
  - La Fille de Ryan (Ryan's Daughter) – Stephen B. Grimes
  - Scrooge – Terence Marsh

### Meilleurs costumes
- Waterloo (Ватерлоо)
  - Anne des mille jours (Anne of the Thousand Days)
  - Cromwell
  - La Fille de Ryan (Ryan's Daughter)

### Meilleure photographie
- Butch Cassidy et le Kid (Butch Cassidy and the Sundance Kid) – Conrad L. Hall
  - Catch 22 (Catch-22) – David Watkin
  - La Fille de Ryan (Ryan's Daughter) – Freddie Young
  - Waterloo (Ватерлоо) – Armando Nannuzzi

### Meilleur montage
- Butch Cassidy et le Kid (Butch Cassidy and the Sundance Kid) – John C. Howard (en) et Richard C. Meyer
  - M*A*S*H (MASH) – Danford B. Greene
  - La Fille de Ryan (Ryan's Daughter) – Norman Savage
  - On achève bien les chevaux (They Shoot Horses, Don't They?) – Fredric Steinkamp

### Meilleur son
- Butch Cassidy et le Kid (Butch Cassidy and the Sundance Kid)
  - M*A*S*H (MASH)
  - La Fille de Ryan (Ryan's Daughter)
  - Patton

### Meilleure musique de film
Anthony Asquith Award
- Butch Cassidy et le Kid (Butch Cassidy and the Sundance Kid) – Burt Bacharach
  - Alice's Restaurant – Arlo Guthrie
  - Deux Hommes en fuite (Figures in a Landscape) – Richard Rodney Bennett
  - The Railway Children – Johnny Douglas

### Meilleur film d'animation
- Henry Nine 'Til Five
  - 'It's Tough to be a Bird
  - Espolito
  - Children and Cars

### Meilleur film documentaire
Flaherty Documentary Award
- Sad Song of Yellow Skin (en) – Michael Rubbo

### Meilleur court-métrage
- The Shadow of Progress – Derek Williams
  - Blake (en) – Bill Mason
  - The Gallery – Philip Mark Law
  - The Winds of Fogo – Colin Low

### Meilleur film spécialisé
- The Rise and Fall of the Great Lakes (en)
  - Continental Drift
  - Policeman
  - A Study in Change

### United Nations Awards
- M*A*S*H (MASH)
  - Catch 22 (Catch-22)
  - Kes
  - L'Aveu

### Meilleur nouveau venu dans un rôle principal
Récompense les jeunes acteurs dans un rôle principal.
- David Bradley pour le rôle de Billy dans Kes
  - Sally Thomsett pour le rôle de Phyllis Waterbury dans The Railway Children
  - Liza Minnelli pour le rôle de 'Pookie' Adams dans Pookie (The Sterile Cuckoo)
  - Michael Sarrazin pour le rôle de Robert dans On achève bien les chevaux (They Shoot Horses, Don't They?)

### Fellowship Awards
Récompense la réussite dans les différentes formes du cinéma
- Alfred Hitchcock

## Récompenses et nominations multiples

### Nominations multiples
Films
 10  : Butch Cassidy et le Kid, La Fille de Ryan
 6  : Kes, M*A*S*H', On achève bien les chevaux
 4  : The Railway Children
 3  : Waterloo
 2  : Willie Boy, Bob et Carole et Ted et Alice, Patton, Anne des mille jours, Catch 22
Personnalités
 3  : Robert Redford
 2  : Katharine Ross, Goldie Hawn, Elliott Gould, Ken Loach

### Récompenses multiples
Légende : Nombre de récompenses/Nombre de nominations
Films
 9 / 10  : Butch Cassidy et le Kid
 2 / 2  : Willie Boy
 2 / 3  : Waterloo
 2 / 6  : Kes
Personnalités
 3 / 3  : Robert Redford
 2 / 2  : Katharine Ross

### Le grand perdant
0 / 10  : La Fille de Ryan